# Casa de les Escaletes de Forcall

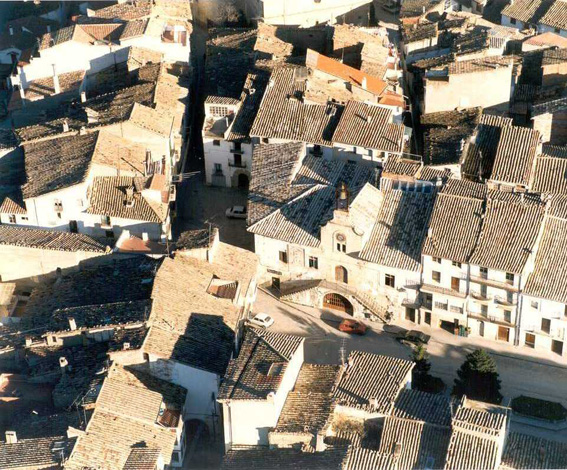
Casa de les Escaletes.

La Casa de les Escaletes, o antiguo Ayuntamiento, es un edificio administrativo de estilo gótico valenciano y renacentista construido entre los siglos XIV y XVI que se localiza en el centro del municipio de Forcall, en la provincia de Castellón.

## Descripción
Esta edificación muestra al menos dos partes bien diferenciadas. De un lado está la antigua cofradía de San Miguel, con arquerías de medio punto en la planta baja, y en el piso superior una sala principal y otro habitáculo. De otro lado hay un edificio de tres alturas no coincidentes con las de la cofradía; en la planta baja el antiguo pósito y cárceles, encima varias dependencias y por último un ático. Dos casas claramente diferenciadas que en algún momento se unieron a través de una escalera que conecta la sala principal situada sobre la cofradía posible lugar de reunión del consejo con la planta noble del Ayuntamiento.
El edificio del Antiguo Ayuntamiento se inscribe en la breve línea de los edificios góticos públicos, que en los primeros años del seiscientos renovaron su fachada principal para adaptarla a los nuevos gustos clasicistas. Como elementos de mayor interés arquitectónico hay que citar, además de la fachada seiscentista con su escalera de ida y vuelta y torreón de cantería magníficamente labrada, la sala de la Cofradía de San Miguel, construida posiblemente en la segunda mitad del siglo XV, y en conexión con la plaza porticada del siglo XVI. El edificio fue restaurado a mediados de la década de 1990 para albergar de nuevo la Casa Consistorial.

## Partes integrantes
- El primitivo Ayuntamiento gótico.

La parte más antigua de lo que fue la Casa de la Villa, lo constituye el recinto de arquerías. Los gruesos muros que separan distintos espacios y los arcos de sillería de diversa filiación y tipología, apuntados, rebajados y escárzanos, hacen pensar en una construcción altomedieval. Sobre dicha lonja hay dos alturas más, una es la planta noble, a la que se accede a través de la escalera de ida y vuelta seiscentista, y la superior utilizada como almacén. Es de destacar la vinculación de esta parte con la sala principal situada sobre la cofradía (más apropiada para las reuniones del consejo), a través de una escalera, ya que como hemos indicado, se trata de dos casas a distinta altura claramente diferenciadas.
- La cofradía de San Miguel.

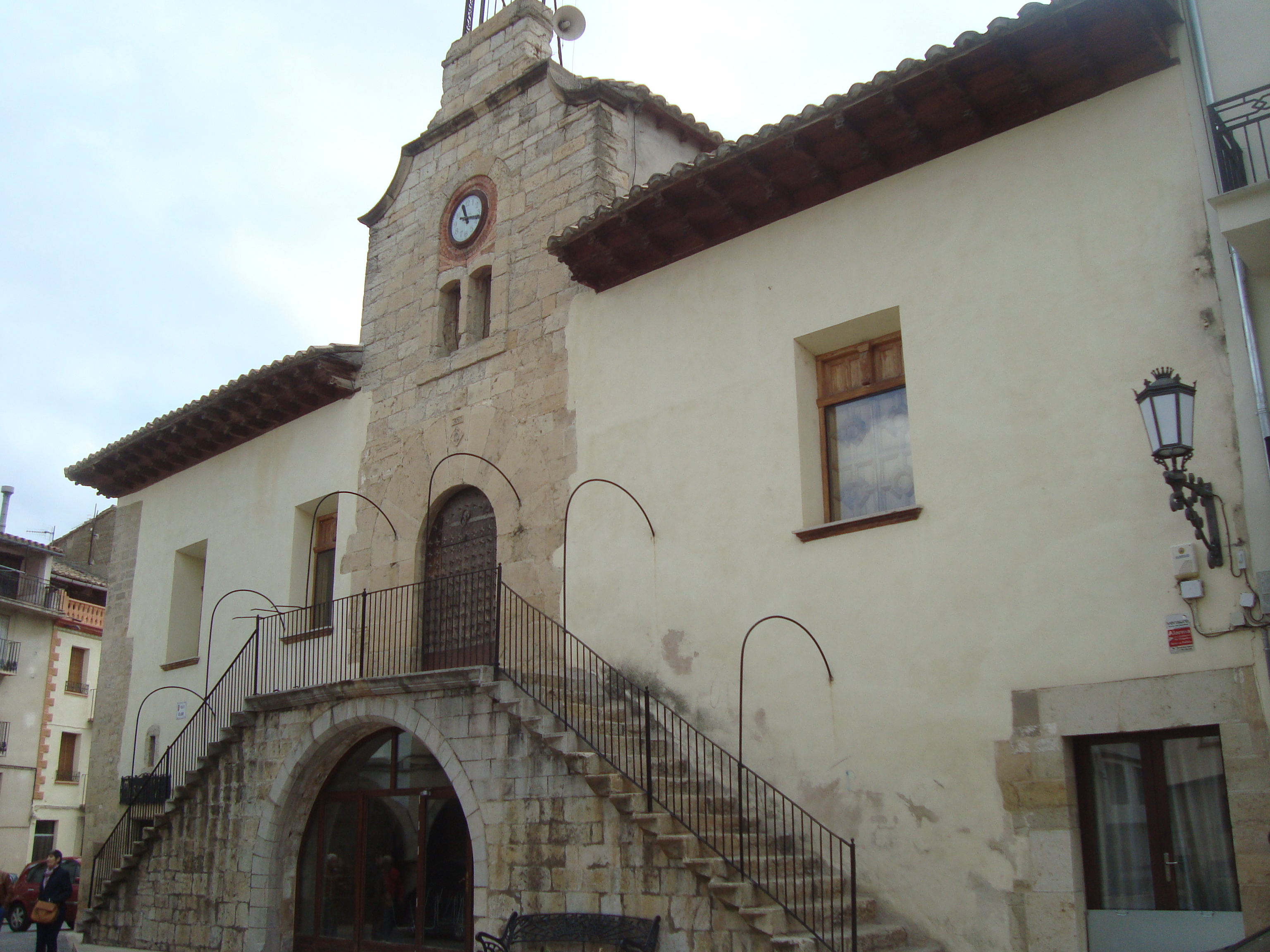
Palau de les Escaletes (Forcall).

A finales del siglo XV, en el lugar tradicionalmente conocido como Iglesia de San Miguel, existía una cofradía que en dicha época cambió su altar de lugar, según consta documentalmente. El recinto de la antigua cofradía es una sala compuesta por tres crujías con dos arcos y pilar en el centro.

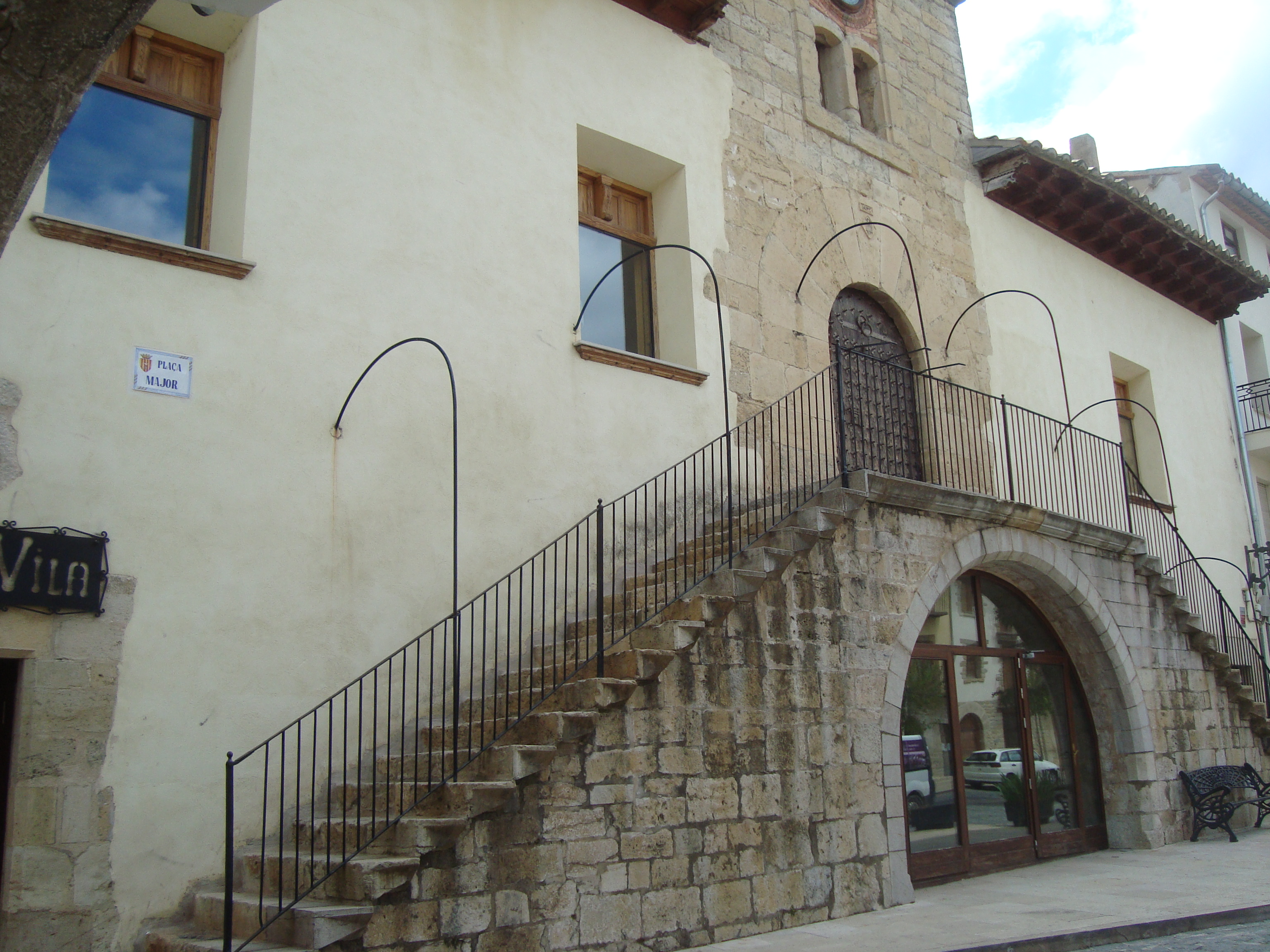
"Casa-Palau de les Escaletes", antiguo Ayuntamiento de Forcall.

- "Casa-Palau de les Escaletes", antiguo Ayuntamiento de Forcall.La reforma de principios del siglo XVII.

En 1608, se acometió la obra nueva de la fachada recayente al antiguo Plá de la Creu, lugar hacia el que a partir de la centuria anterior se habla ido decantando el núcleo más activo tras la construcción de sopórtales y casas nobles. La nueva fachada consistía en un cuerpo central que se alza a modo de torreón, tan utilizado en el gótico militar del Maestrazgo, rematado con espadaña. Esta, de cantería, se muestra hoy interrumpida por otra de hierro instalada en 1893, que aparece desproporcionada para el conjunto. El acceso a la planta noble tiene lugar a través de una escalera exterior de ida y vuelta, también de cantería, con dos tiros contrapuestos que confluyen en la puerta principal de arco adovelado según la tradición aragonesa, con el escudo de Forcall y la fecha de realización de la obra. El hueco de la escalera es aprovechado para establecer un arco de acceso a la lonja que se utilizaba como almudín.